# ニッソリーア
ニッソリーア（イタリア語: Nissoria）は、イタリア共和国シチリア州エンナ県にある、人口約3,000人の基礎自治体（コムーネ）。

## 地理

### 位置・広がり

#### 隣接コムーネ
隣接するコムーネは以下の通り。
- アジーラ
- アッソロ
- ガリアーノ・カステルフェッラート
- レオンフォルテ
- ニコジーア